# Rabbia Khalil
Rabbia K.A. Khalil (ur. 25 września 1985) – palestyński zapaśnik walczący w stylu klasycznym. Zajął 21. miejsce na mistrzostwach świata w 2021. Brązowy medalista mistrzostw arabskich w 2013. Na mistrzostwach Azji w 2015, igrzyskach panarabskich w 2011, a także na igrzyskach solidarności islamskiej w 2017 roku zajął piątą lokatę.